# جون يوانديس
جون بّي. إيه. يوانديس (من مواليد 21 أغسطس 1965) طبيب وعالم يوناني أمريكي وكاتب وأستاذ في جامعة ستانفورد قدم مساهمات في الطب المسند بالدليل والوبائيات والبحوث السريرية. يدرس يوانديس البحث العلمي والأبحاث التلوية بشكل خاص في الطب السريري والعلوم الاجتماعية. عمل أيضًا في هيئة التحرير لأكثر من عشرين مجلة علمية.
كان مقال يوانديس لعام 2005 تحت عنوان «سبب كون أغلب نتائج الأبحاث المنشورة خاطئة» المقال الأكثر قراءةً في تاريخ المكتبة العامة للعلوم اعتبارًا من عام 2020، بأكثر من ثلاثة ملايين مشاهدة.
كان يوانديس أحد المعارضين البارزين لعمليات الإغلاق خلال جائحة فيروس كورونا (كوفيد-19).

## النشأة والتعليم
ولد في مدينة نيويورك عام 1965، ونشأ في أثينا، اليونان. كان الطالب المتفوق في فصله في كلية أثينا، وتخرج عام 1984، حاصلًا على عدد من الجوائز، بما في ذلك الجائزة الوطنية لجمعية الرياضيات اليونانية. تخرج في المرتبة الأولى على فصله من كلية الطب في جامعة أثينا (1990)، ثم التحق بجامعة هارفارد ليكمل إقامته الطبية في الطب الباطني. أكمل زمالة في جامعة تافتس للأمراض المعدية وحصل على درجة الدكتوراه في علم الأمراض البيولوجية من جامعة أثينا (1996).

## المهنة
من عام 1998 حتى عام 2010، كان يوانديس رئيسًا لقسم النظافة والوبائيات، ضمن كلية الطب في جامعة يوانينا. في عام 2002، أصبح أستاذًا مساعدًا في جامعة تفتس مدرسة الطب. كان أيضًا رئيسًا لجمعية منهجية التوليف البحثي. ذُكرت أبحاثه على نطاق ولسع، إذ حصل على الدرجة 222 ضمن مؤشر إتش على جوجل سكولار في يناير عام 2022.
حاليًا، يتولى منصب أستاذ في الطب والبحوث والسياسات الصحية وعلوم البيانات الطبية الحيوية في كلية الطب في جامعة ستانفورد، وأستاذًا للإحصاء في كلية العلوم الإنسانية في جامعة ستانفورد. يشغل أيضًا منصب مدير مركز ستانفورد لأبحاث الوقاية، والمدير المشارك، مع ستيفن إن. غودمان، لمركز ابتكار الأبحاث التلوية في ستانفورد.

## البحث
كانت مقالة يوانديس لعام 2005 «سبب كون أغلب نتائج الأبحاث المنشورة خاطئة» الأكثر تحميلًا في المكتبة العامة للعلوم. يقول يوانديس في المقالة إن معظم الأبحاث المنشورة لا تفي بالمعايير العلمية الجيدة للأدلة. وصف يوانديس أيضًا أزمة التكرار في مختلف المجالات العلمية بما في ذلك علم الوراثة والتجارب السريرية وعلم الأعصاب والتغذية. يهدف عمله إلى تحديد حلول لمشاكل البحث، وكيفية إجراء البحث على النحو الأمثل. في سلسلة من خمس أوراق بحثية نُشرت في مجلة ذا لانسيت بعنوان «البحث: زيادة القيمة والحد من المعلومات الفائضة»، شارك يوانديس في تأليف أوراق بحث تناقش تحديد الأولويات والشفافية وتقييم الأدلة الموجودة عند اتخاذ قرارات تمويل البحث بحيث تلبي احتياجات مستخدمي الأبحاث ودراسة كيفية تصحيح نقاط الضعف في إجراء البحث وطرقه وتحليله من خلال إشراك الإحصائيين ذوي الخبرة والمنهجيين وتجنب جهات العمل ذات المصالح المتضاربة.
تركز أبحاث يوانديس في جامعة ستانفورد على التحليل التلوي والبحث التلوي -أي دراسة الدراسات. صاغ توماس تريكالينوس ويوانديس مصطلح ظاهرة بروتيوس لوصف ميل الدراسات المبكرة حول موضوع ما لكشف نتائج أهم مما تجده الدراسات اللاحقة.
كان من أوائل المنتقدين لثيرانوس، وهي شركة اختبارات الدم في وادي السيليكون التي سقطت حاليًا، والتي بلغت قيمتها 9 مليارات دولار في أوجها. انتقدها بسبب «الأبحاث السرية» التي لم تكن متاحة للمراجعة من قبل علماء آخرين.

### البحث التلوي
عرّف يوانديس البحث التلوي ليشمل «المجالات الموضوعية للمنهجيات وإعداد التقارير وقابلية التكرار والتقييم والحوافز (كيفية ممارسة العلم والإبلاغ عنه والتحقق منه وتصحيحه ومكافأة ممارسيه)». أجرى تقييمات واسعة النطاق لوجود مؤشرات بحثية قابلة للتكرار وشفافة مثل مشاركة البيانات ومشاركة الرموز وتسجيل البروتوكول وإعلان التمويل، بالإضافة إلى تضارب المصالح في العلوم الطبية الحيوية والعلوم الاجتماعية وعلم النفس. قاد أو شارك في قيادة الجهود لتحديد وتحسين قابلية التكرار في العلوم، مثل قابلية التكرار الحسابي، وللتقليل من هدر الأبحاث في تصميم الدراسة وإجراءها وتحليلها. شارك يوانديس في تأليف بيان العلوم القابلة للتكرار، وهو مستند مؤلف من ثماني صفحات يسلط الضوء على الحاجة إلى إصلاح العيوب في الأساليب العلمية الحالية وتخفيف «أزمة التكرار» في العلوم.

### الطب المسند بالدليل
كان يوانديس أحد المؤيدين الأقوياء الأوائل للطب المسند بالدليل ومن المدافعين عنه. مع ذلك، نبه أنه على مر السنين، مع اكتساب الطب المسند بالدليل مزيدًا من الأهمية والتأثير، احتُكر لخدمة أهداف أخرى غالبًا ما تكون متحيزة. في مقال كتبه لتكريم معلمه الراحل، ديفيد ساكيت، ذكر أن «أغلب التجارب العشوائية الهامة تُجرى من قبل الصناعة ولصالحها. أصبحت التحليلات التلوية والمبادئ التوجيهية مصنعًا، غالبًا ما يخدم المصالح الخاصة. تُوجه الأموال البحثية الوطنية والفيدرالية بشكل حصري تقريبًا للبحوث غير المتعلقة بالقضايا الصحية. لقد دعمنا عملية بروز الباحثين كمدراء لا يجيدون سوى استنزاف الأموال. وأدت جهود الأبحاث المتعلقة بالتشخيص والإنذار المبذولة لإضفاء الطابع الشخصي على العلاج إلى تغذية الوعود الزائفة المتكررة. فيما يتعلق بوبائيات عوامل الخطر، انتشرت المقالات التي تطغي فيها استراتيجية شريحة السلامي وتجريف البيانات مع تزوير أسماء المؤلفين، وشاع فيها إملاء سياسة من الأدلة الزائفة. وتحت ضغط السوق، تحول الطب السريري إلى الطب القائم على التمويل. وفي العديد من الأماكن، تستنزف مجالات الطب والرعاية الصحية الموارد المجتمعية وتصبح تهديدًا لرفاهية الإنسان وصحته. تستمر أيضًا ممارسات إنكار العلم والدجل بالانتشار لتقود البشر نحو الضلال في خيارات حياتهم، بما في ذلك الصحة. ما يزال الطب المسند بالدليل هدفًا بعيد المنال، ولكن جديرٌ بالاهتمام». وصف أربع مشكلات متداخلة تشكل ما سماه فوضى المعلومات الطبية المضللة: «أولًا، معظم الأبحاث الطبية المنشورة غير موثوقة أو ذات موثوقية غير مؤكدة، ولا تقدم أي فائدة للمرضى أو لصانعي القرار. ثانيًا، معظم المتخصصين في الرعاية الصحية ليسوا على دراية بهذه المشكلة. ثالثًا، هم يفتقرون أيضًا إلى المهارات اللازمة لتقييم موثوقية وفائدة الأدلة الطبية. أخيرًا، غالبًا ما يفتقر المرضى والأسر إلى الأدلة الطبية الدقيقة ذات الصلة والتوجيه الملائم في لحظة اتخاذ القرار الطبي». دعم هذه الآراء من خلال المساهمة في دراسة تلوية في الوبائيات وجدت أن 1 فقط من بين كل 20 تدخل طبي اختُبر في مراجعات كوكرين له فوائد مدعومة بأدلة عالية الجودة، ودراسة ذات صلة تظهر أن جودة هذه الأدلة لا تبدو وكأنها تتحسن بمرور الوقت».